# Gold Dust Trio
Gold Dust Trio – nazwa grupy składającej się z trzech organizatorów walk wrestlerskich, którzy współpracowali ze sobą i dominowali w latach 20. XX wieku. Należeli do niej wrestlerzy Toots Mondt i Ed Lewis oraz menedżer wrestlingowy Billy Sandow.

## Historia
Przed założeniem grupy wrestler Ed Lewis, zwany Dusicielem, był już utytułowanym wrestlerem. Jego menedżerem był Billy Sandow, a Toots Mondt pracował dla niego jako trener, partner sparingowy i przeciwnik w niektórych walkach. W latach 20. XX wieku Toots Mondt, Ed Lewis i Billy Sandow założyli grupę o nazwie Gold Dust Trio, która organizowała walki wrestlerskie i wprowadziła do nich wiele innowacji. Lewis i Sandow pełnili rolę bookerów i agentów zakontraktowanych zawodników. Grupie przypisuje się zrewolucjonizowanie wrestlingu i sprawienie, że wrestling przestał być domeną teatrów burleski i małych obiektów rozrywkowych, a zaczął coraz częściej być wystawiany na obiektach sportowych.

## Wpływ
Gold Dust Trio wystawiało ten sam program walk w różnych miastach, co było wówczas nowatorskim podejściem. Wprowadzono limity czasowe, aby walki nie trwały kilka godzin i zachęcano zawodników, żeby zamiast tylko wymieniać chwyty, stosowali też ruchy wymagające podniesienia się z maty, na przykład dropkick. Ruchy stosowane przez wrestlerów stawały się coraz bardziej widowiskowe, ale też wymagające współpracy obu zawodników. Dla lepszego efektu atakowani zawodnicy częściej krzyczeli i trzęśli się udając ból (selling).